# Nécropole nationale de Maurupt-le-Montois
 (janvier 2016).
Si vous disposez d'ouvrages ou d'articles de référence ou si vous connaissez des sites web de qualité traitant du thème abordé ici, merci de compléter l'article en donnant les références utiles à sa vérifiabilité et en les liant à la section « Notes et références ».
La nécropole nationale de Maurupt-le-Montois  est un cimetière construit en 1922 situé à Maurupt-le-Montois, dans la Marne, regroupant les tombes de soldats tombés lors de la Première Guerre mondiale.

## Description
Le cimetière militaire abrite les tombes de 515 soldats français et un ossuaire de soldats tués pendant la Première Guerre mondiale sur 800 m2.
Il a été aménagé en 1922 puis en 1932 après les batailles de Champagne.
Il dépend de la direction régionale des Anciens Combattants et Victimes de guerre se trouvant à la cité administrative de Metz.

## Galerie de photographies

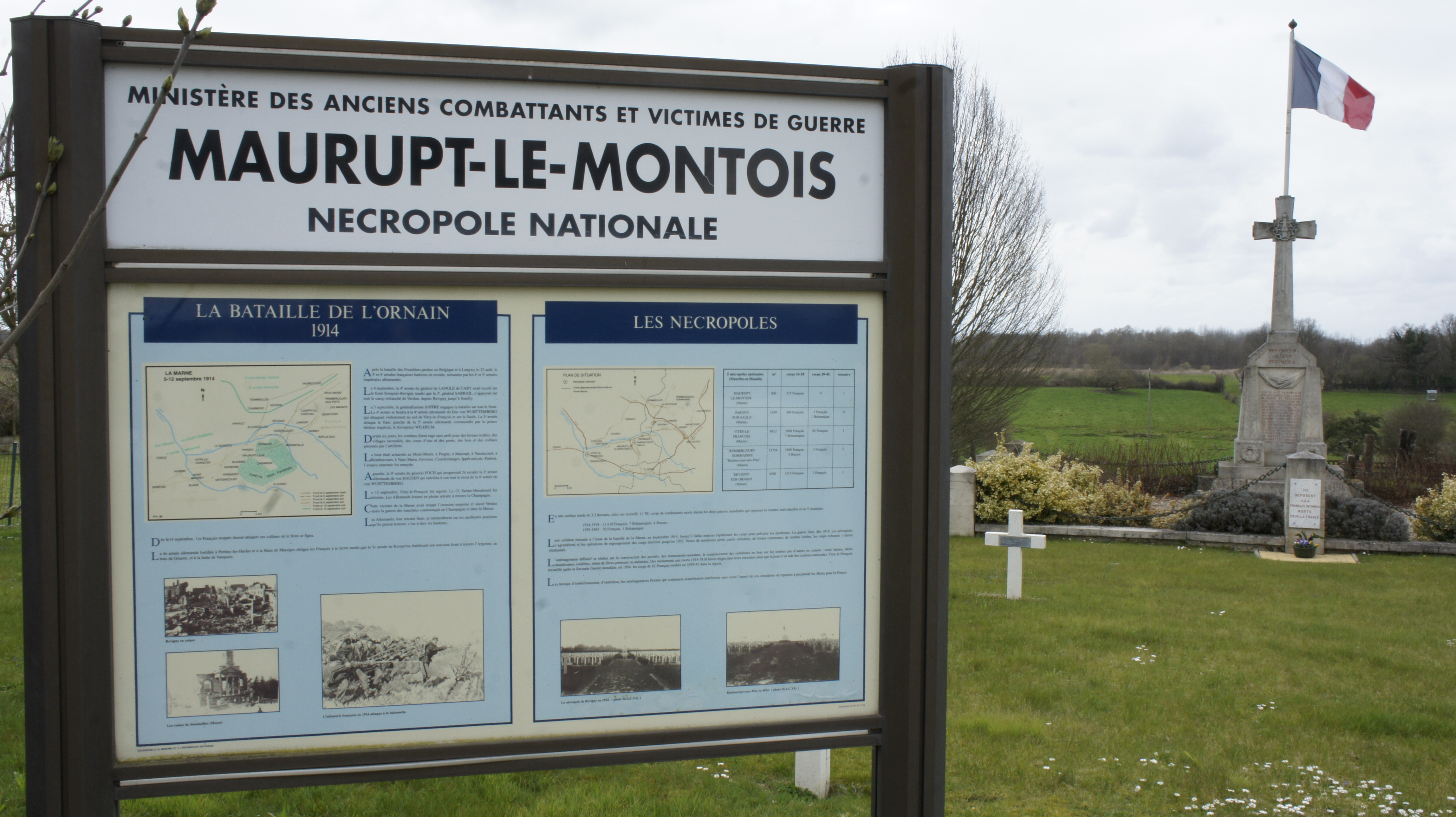
Entrée de la Nécropole nationale.
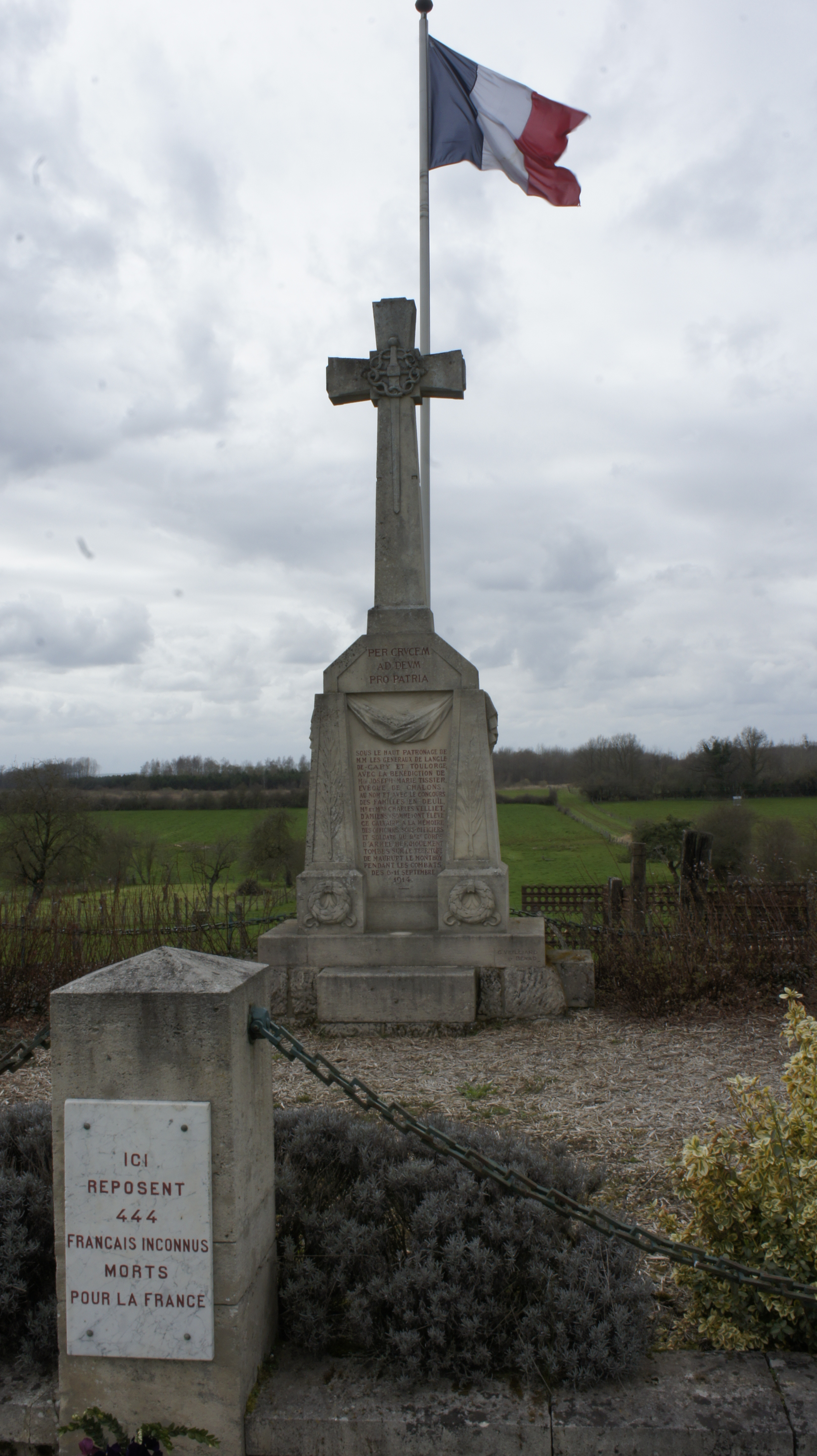
monument.
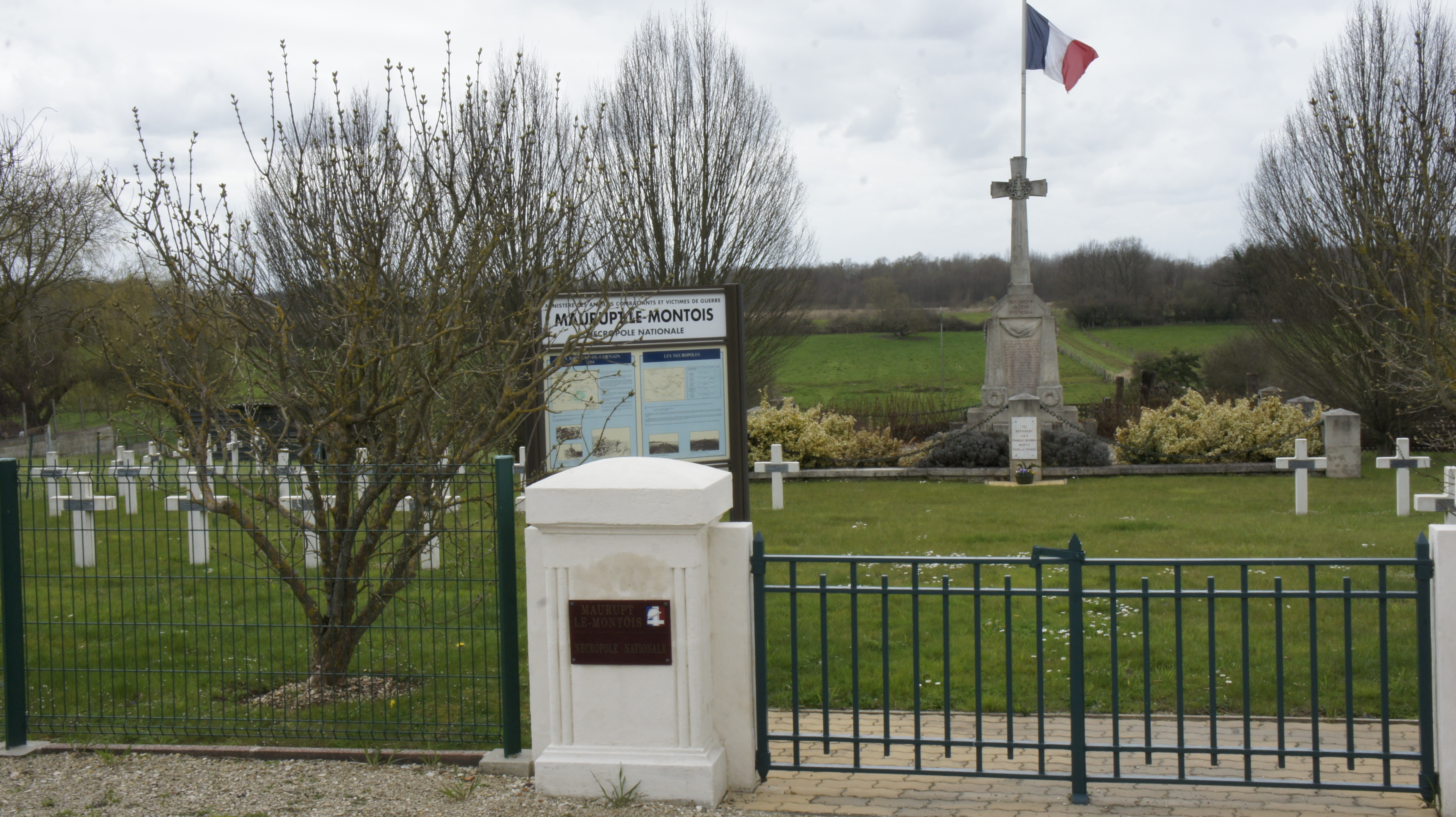
vue générale.